# (73324) 2002 JX99
(73324) 2002 JX99 – planetoida z pasa głównego asteroid okrążająca Słońce w ciągu 4,07 lat w średniej odległości 2,55 j.a. Odkryta 8 maja 2002 roku.